# Ottenby
Ottenby är en ort på Öland i Ås socken, Mörbylånga kommun i Kalmar län, belägen strax norr om Ölands södra udde drygt tre mil söder om centralorten Mörbylånga.
I Ottenby tar länsväg 136 från Byxelkrok på nordligaste Öland slut och här ligger Ottenby kungsgård och Ottenby fågelstation.
Söder om Ottenby ligger naturreservaten Ottenby naturreservat, med Ottenby lund och Schäferiängarna, och Ottenby rev samt ett Naturum och fyren på Ölands södra udde, Långe Jan.
Området kring Ottenby är upptaget på Ramsar-listan.
Ortnamnet Ottenby är belagt 1279 och  innehåller det karaktäriserande mansbinamnet *Otame och ordet by = boplats. Otame återgår på fornsvenska otambr = yster, vild, otämjd.

## Bildgalleri

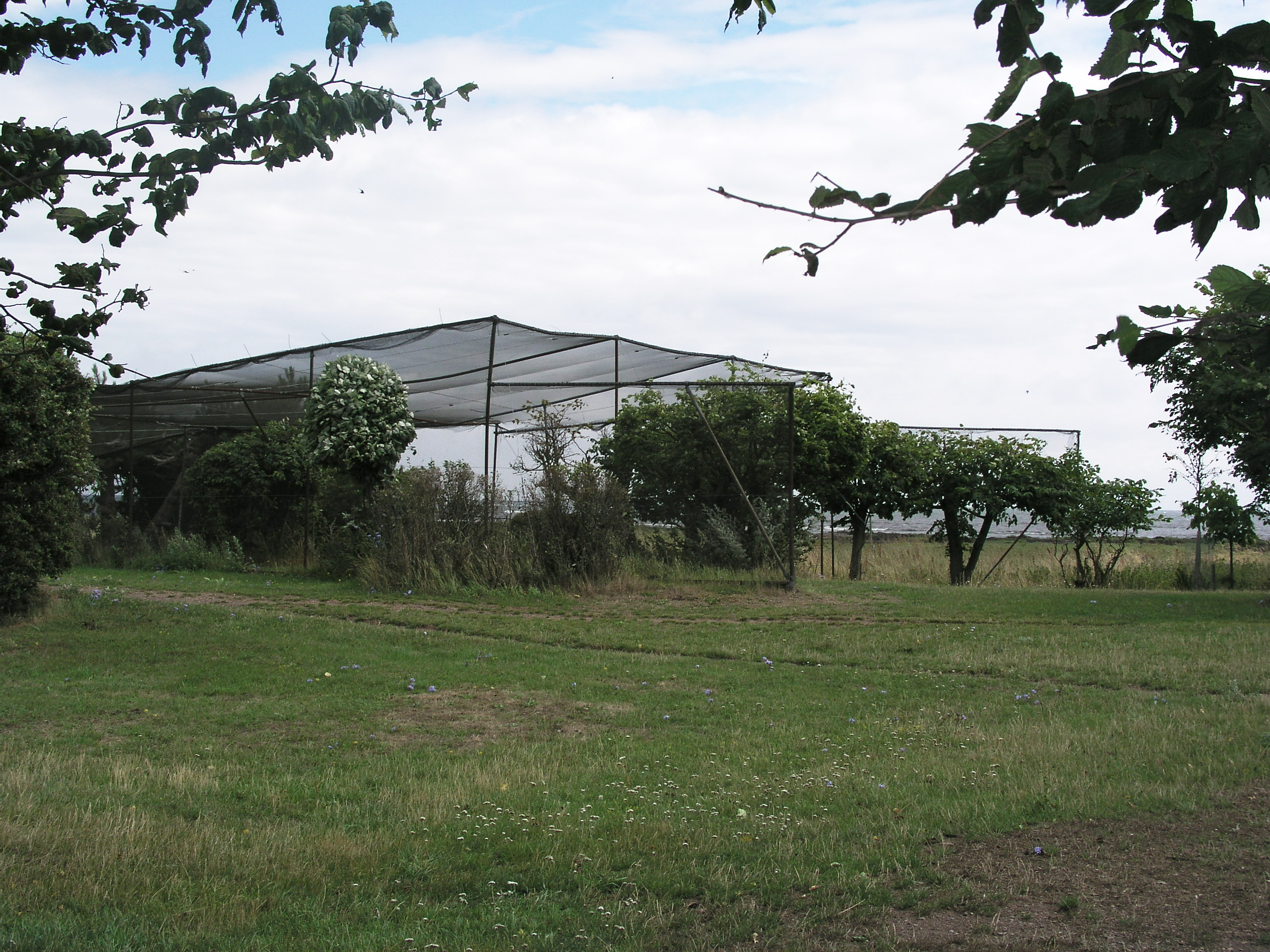
Helgolandsfälla i Ottenby.
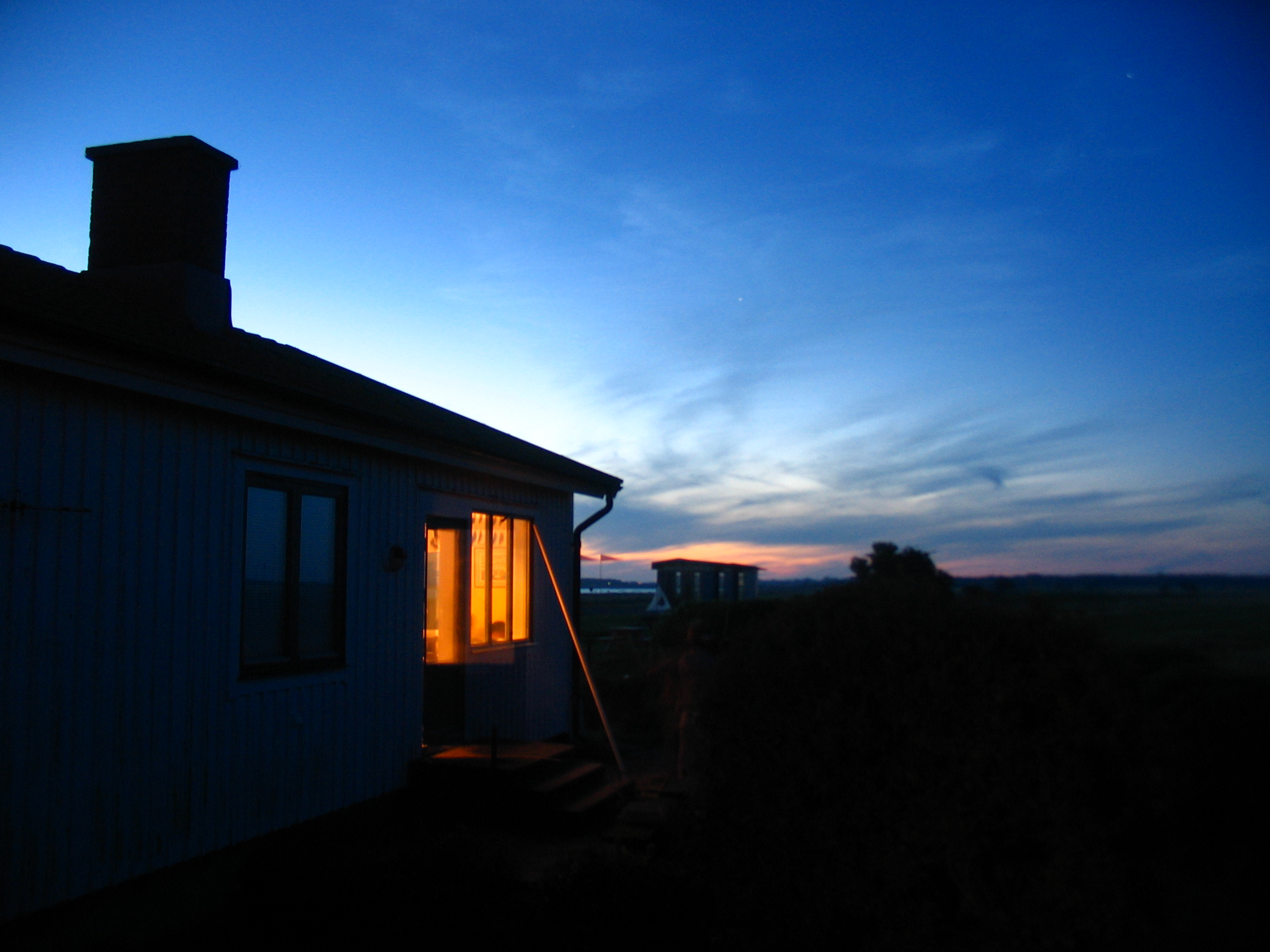
Ottenby fågelstation nattetid.
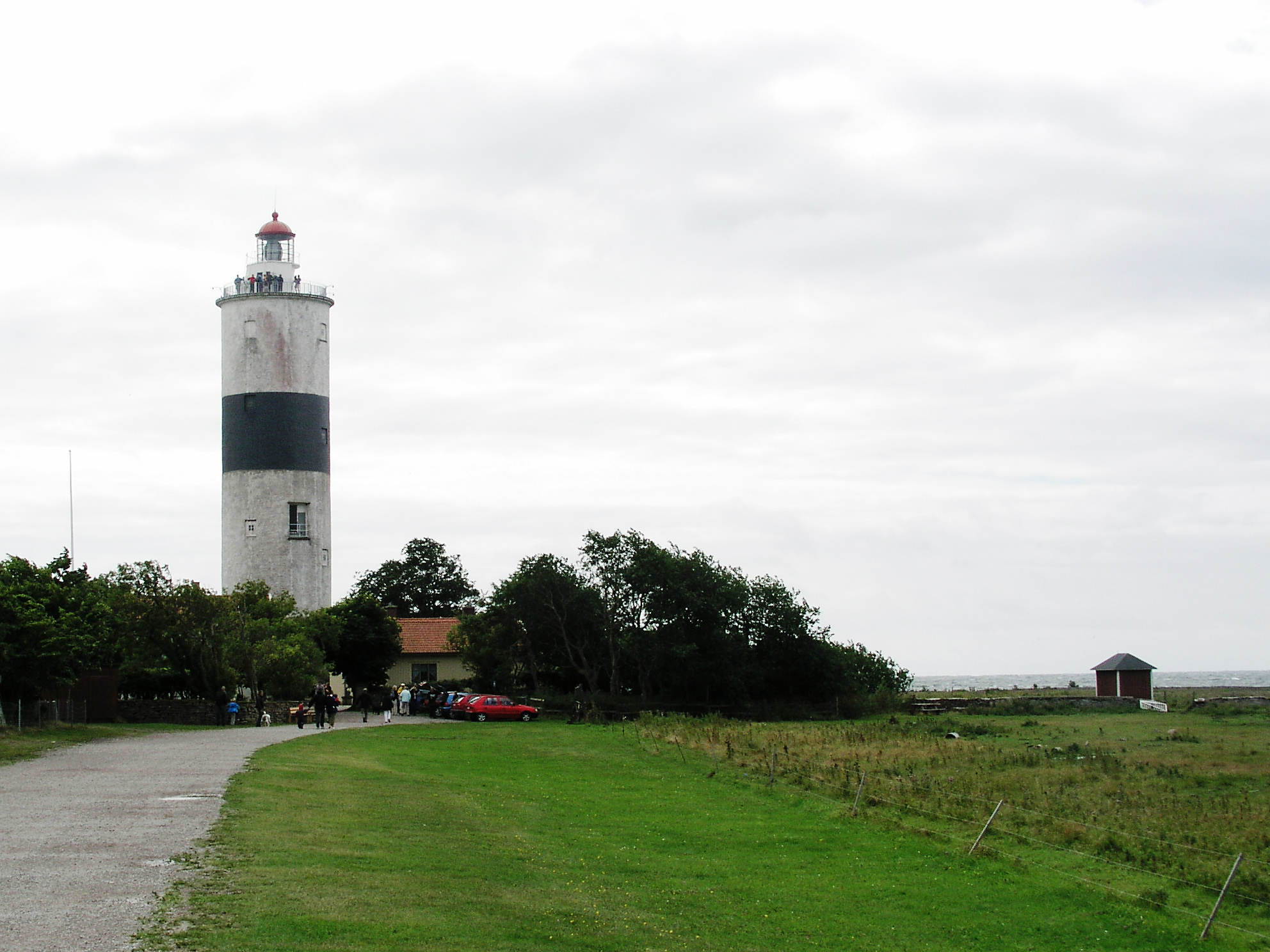
Fyren Långe Jan vid Ottenby.
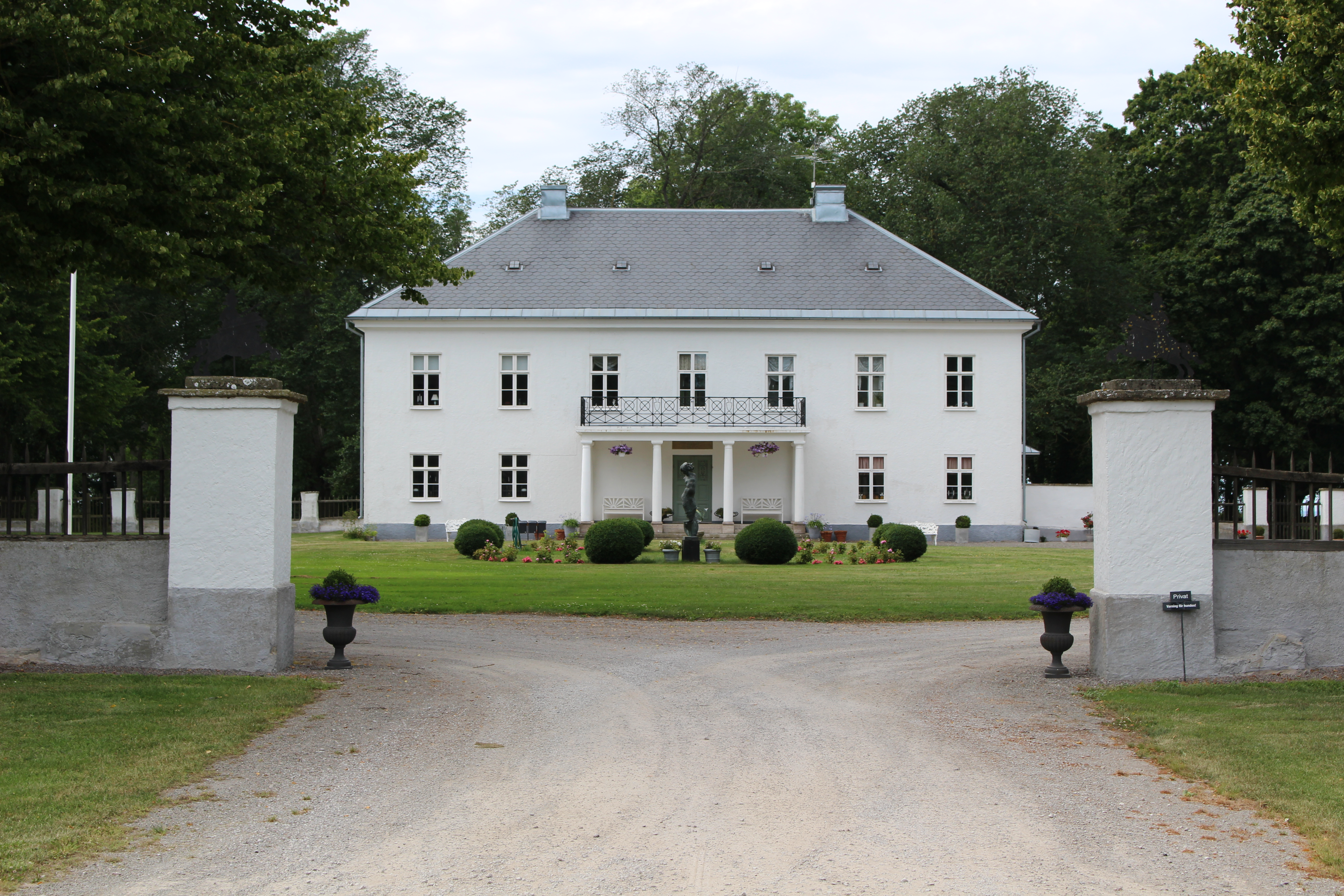
Ottenby kungsgård.